# Grand Prix automobile d'Allemagne 2009
GP précédent GP suivant
Le Grand Prix automobile d'Allemagne 2009 (Formula 1 Grosser Preis Santander von Deutschland 2009), disputé sur le Nürburgring le 12 juillet 2009, est la 812e épreuve du championnat du monde de Formule 1 courue depuis 1950 et la neuvième manche du championnat 2009.

## Essais libres

### Vendredi matin
| Pos | Pilote               | Voiture              | Chrono         | Écart   |
| --- | -------------------- | -------------------- | -------------- | ------- |
| 1   | Mark Webber          | Red Bull-Renault     | 1 min 33 s 082 |         |
| 2   | Jenson Button        | Brawn-Mercedes       | 1 min 33 s 463 | 0 s 381 |
| 3   | Felipe Massa         | Ferrari              | 1 min 33 s 745 | 0 s 663 |
| 4   | Jarno Trulli         | Toyota               | 1 min 33 s 795 | 0 s 713 |
| 5   | Giancarlo Fisichella | Force India-Mercedes | 1 min 33 s 839 | 0 s 757 |
| 6   | Kimi Räikkönen       | Ferrari              | 1 min 33 s 840 | 0 s 758 |

### Vendredi après-midi
| Pos | Pilote           | Voiture              | Chrono         | Écart   |
| --- | ---------------- | -------------------- | -------------- | ------- |
| 1   | Lewis Hamilton   | McLaren-Mercedes     | 1 min 32 s 149 |         |
| 2   | Sebastian Vettel | Red Bull-Renault     | 1 min 32 s 331 | 0 s 182 |
| 3   | Jenson Button    | Brawn-Mercedes       | 1 min 32 s 369 | 0 s 220 |
| 4   | Mark Webber      | Red Bull-Renault     | 1 min 32 s 480 | 0 s 331 |
| 5   | Jarno Trulli     | Toyota               | 1 min 32 s 511 | 0 s 362 |
| 6   | Adrian Sutil     | Force India-Mercedes | 1 min 32 s 585 | 0 s 436 |

### Samedi matin
| Pos | Pilote           | Voiture          | Chrono         | Écart   |
| --- | ---------------- | ---------------- | -------------- | ------- |
| 1   | Lewis Hamilton   | McLaren-Mercedes | 1 min 31 s 121 |         |
| 2   | Fernando Alonso  | Renault          | 1 min 31 s 340 | 0 s 219 |
| 3   | Felipe Massa     | Ferrari          | 1 min 31 s 351 | 0 s 230 |
| 4   | Sebastian Vettel | Red Bull-Renault | 1 min 31 s 542 | 0 s 421 |
| 5   | Mark Webber      | Red Bull-Renault | 1 min 31 s 610 | 0 s 489 |
| 6   | Kimi Räikkönen   | Ferrari          | 1 min 31 s 615 | 0 s 494 |

## Grille de départ
| Pos | Pilote                | Écurie               | Qualifications 1 | Qualifications 2 | Qualifications 3 | Poids des monoplaces |
| --- | --------------------- | -------------------- | ---------------- | ---------------- | ---------------- | -------------------- |
| 1   | Mark Webber           | Red Bull-Renault     | 1 min 31 s 257   | 1 min 38 s 038   | 1 min 32 s 230   | 661,0 kg             |
| 2   | Rubens Barrichello    | Brawn-Mercedes       | 1 min 31 s 482   | 1 min 34 s 455   | 1 min 32 s 357   | 647,0 kg             |
| 3   | Jenson Button         | Brawn-Mercedes       | 1 min 31 s 568   | 1 min 39 s 032   | 1 min 32 s 473   | 644,0 kg             |
| 4   | Sebastian Vettel      | Red Bull-Renault     | 1 min 31 s 430   | 1 min 39 s 504   | 1 min 32 s 480   | 661,0 kg             |
| 5   | Lewis HamiltonSREC    | McLaren-Mercedes     | 1 min 31 s 473   | 1 min 39 s 149   | 1 min 32 s 616   | 654,0 kg             |
| 6   | Heikki KovalainenSREC | McLaren-Mercedes     | 1 min 31 s 881   | 1 min 40 s 826   | 1 min 33 s 859   | 664,0 kg             |
| 7   | Adrian Sutil          | Force India-Mercedes | 1 min 32 s 015   | 1 min 36 s 740   | 1 min 34 s 316   | 678,5 kg             |
| 8   | Felipe MassaSREC      | Ferrari              | 1 min 31 s 600   | 1 min 41 s 708   | 1 min 34 s 574   | 673,0 kg             |
| 9   | Kimi RäikkönenSREC    | Ferrari              | 1 min 31 s 869   | 1 min 41 s 730   | 1 min 34 s 710   | 674,0 kg             |
| 10  | Nelsinho Piquet       | Renault              | 1 min 32 s 128   | 1 min 35 s 737   | 1 min 34 s 803   | 676,0 kg             |
| 11  | Nick Heidfeld         | BMW Sauber           | 1 min 31 s 771   | 1 min 42 s 310   |                  | 681,0 kg             |
| 12  | Fernando Alonso       | Renault              | 1 min 31 s 302   | 1 min 42 s 318   |                  | 668,2 kg             |
| 13  | Kazuki Nakajima       | Williams-Toyota      | 1 min 31 s 884   | 1 min 42 s 500   |                  | 683,0 kg             |
| 14  | Jarno Trulli          | Toyota               | 1 min 31 s 760   | 1 min 42 s 771   |                  | 683,7 kg             |
| 15  | Nico Rosberg          | Williams-Toyota      | 1 min 31 s 598   | 1 min 42 s 859   |                  | 689,6 kg             |
| 16  | Robert Kubica         | BMW Sauber           | 1 min 32 s 190   |                  |                  | 673,5 kg             |
| 17  | Sébastien Buemi       | Toro Rosso-Ferrari   | 1 min 32 s 251   |                  |                  | 674,5 kg             |
| 18  | Giancarlo Fisichella  | Force India-Mercedes | 1 min 32 s 402   |                  |                  | 662,5 kg             |
| 19  | Timo Glock            | Toyota               | 1 min 32 s 423   |                  |                  | 662,3 kg             |
| 20  | Sebastien Bourdais    | Toro Rosso-Ferrari   | 1 min 33 s 559   |                  |                  | 689,5 kg             |

Notes: 
- Les pilotes prenant part aux essais avec le SREC sont signalés par la mention SREC.
- Timo Glock a été pénalisé de trois places pour avoir gêné Fernando Alonso durant la première partie des qualifications en ralentissant, manœuvre jugée potentiellement dangereuse par la FIA. Glock, qui devait partir 19e et avant-dernier ne perd toutefois qu'une place, au profit de Sébastien Bourdais. Les deux pilotes intervertiront leur position sur la grille.
- Les commissaires de la FIA ont convoqué Felipe Massa et Adrian Sutil à la suite d'un problème entre les deux pilotes durant les qualifications. Après délibération les commissaires ont décidé de ne sanctionner aucun des pilotes.
- Sebastian Vettel a écopé d'une amende de 10 000 euros pour avoir enfreint le code 23.1 du code sportif de la FIA 2009 avec un comportement classifié comme dangereux à 14 h 38.

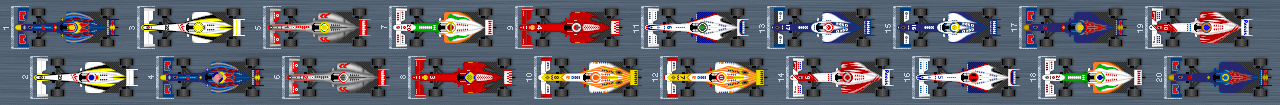
La grille de départ du Grand Prix.

## Course

### Déroulement de l'épreuve

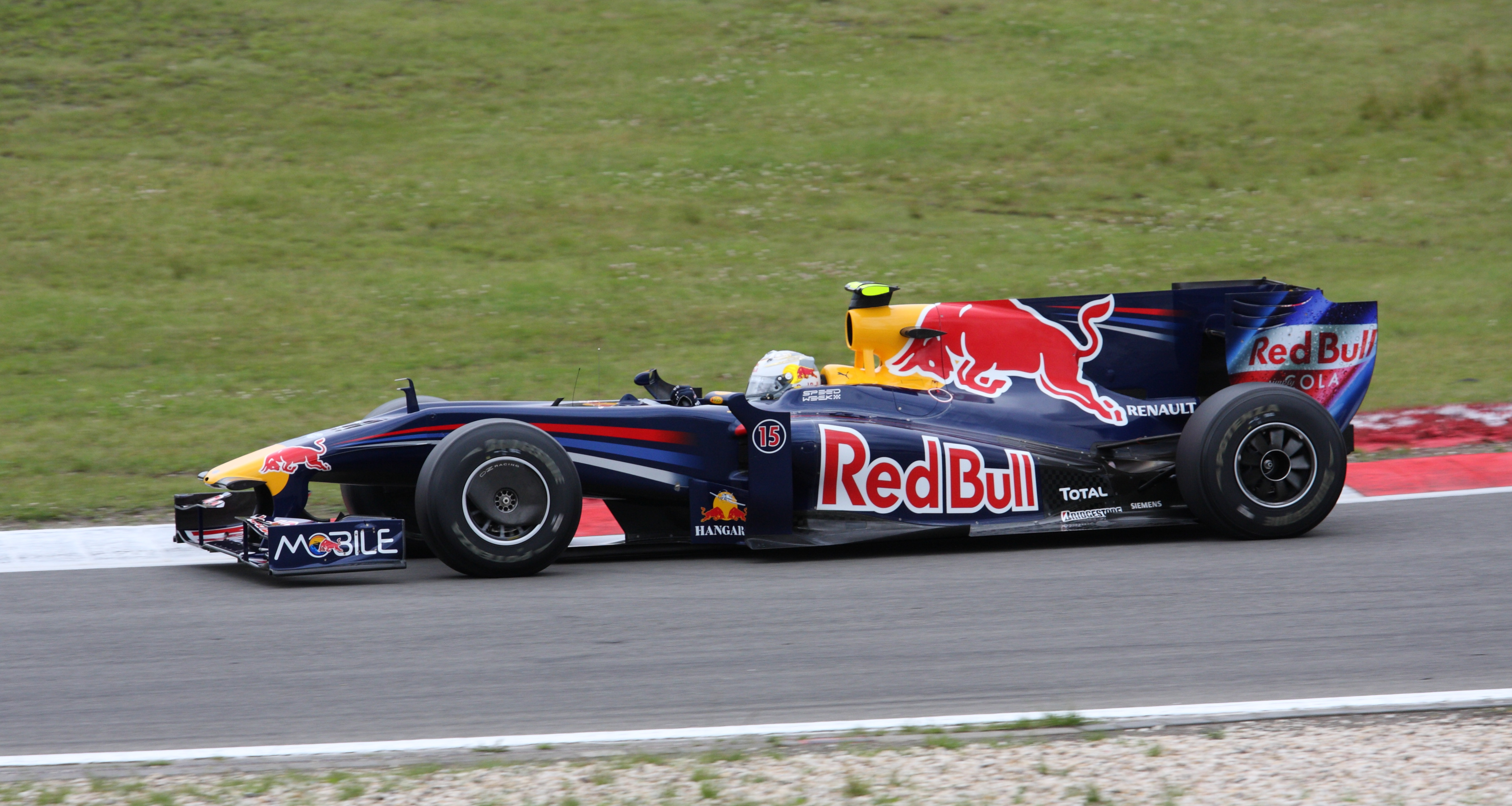
En se classant second, Sebastian Vettel offre un nouveau doublé à son écurie.

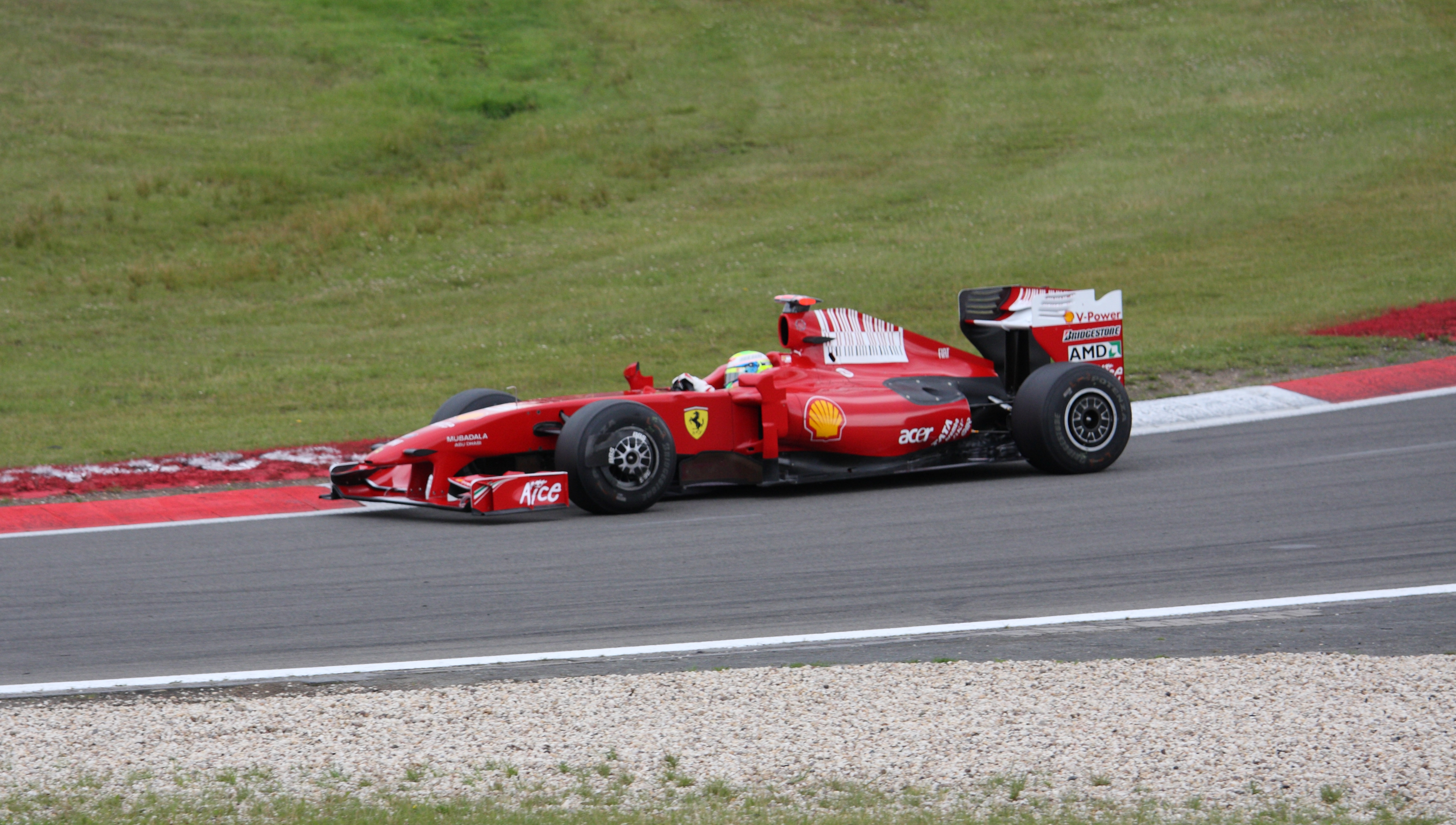
Felipe Massa décroche le deuxième podium de la saison pour Ferrari.

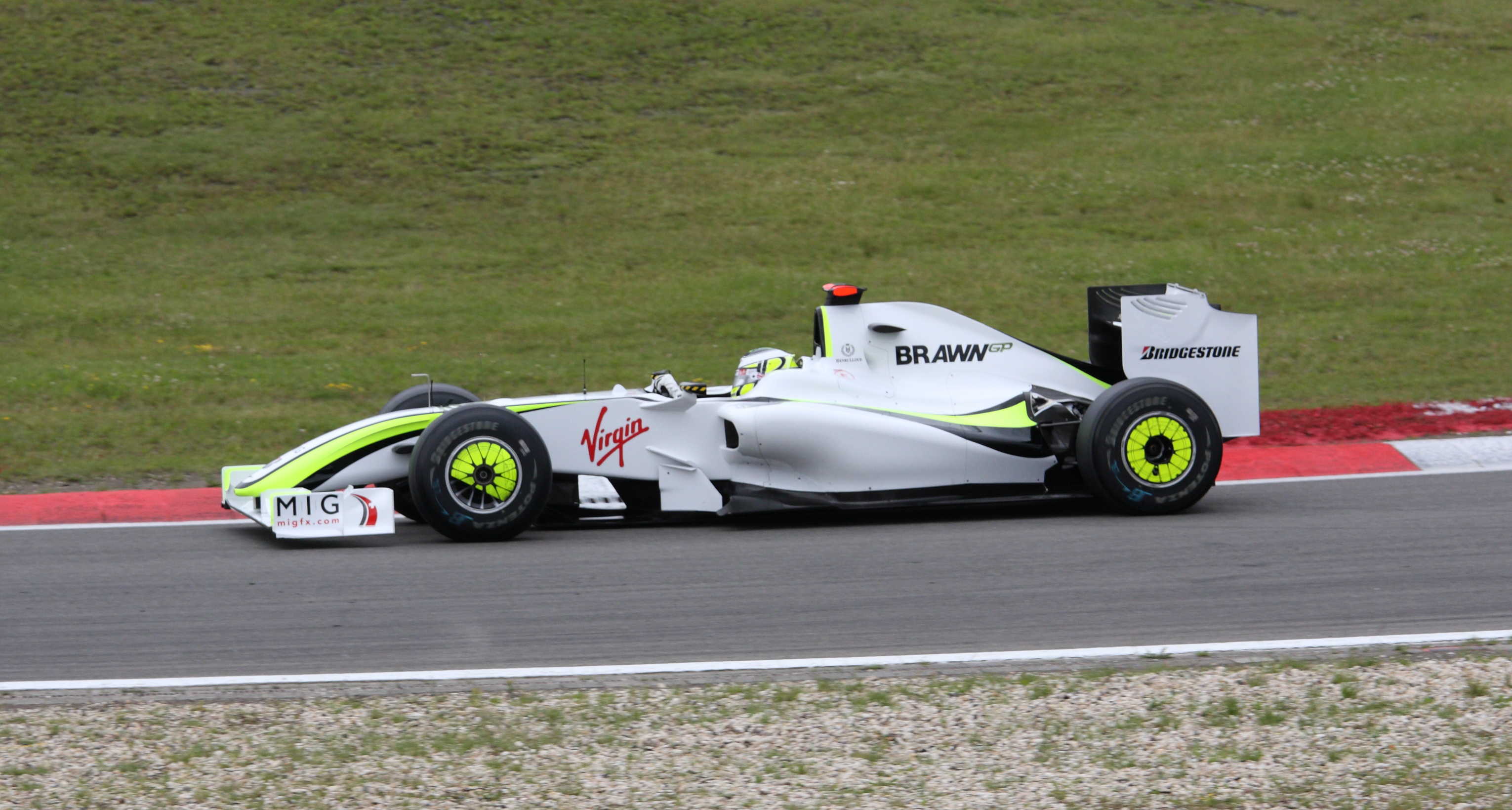
Jenson Button ne peut faire mieux que cinquième de l'épreuve.

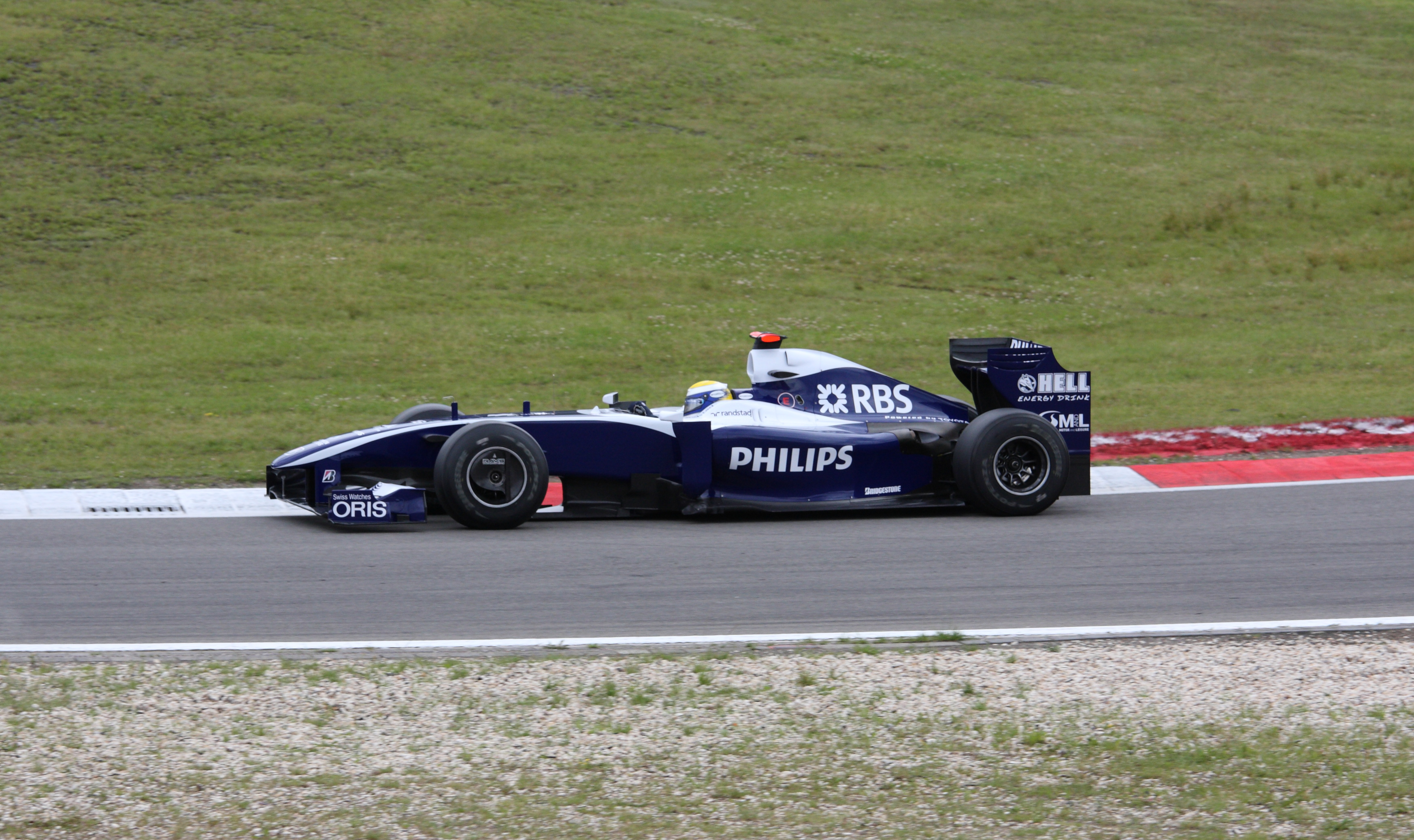
Nico Rosberg réalise un belle quatrième place.

Le Grand Prix d'Allemagne débute sous un ciel nuageux et avec un vent soutenu, le thermomètre affichant 18 °C dans l'air et seulement 30 °C sur la piste. Relégué en dernière position après une pénalité en qualification, Timo Glock s'élance des stands après avoir fait le plein de sa monoplace. À l'extinction des feux, un bras de fer oppose Mark Webber et Rubens Barrichello à l'abord du premier virage : bien que Webber tasse le Brésilien au point d'entrer en contact avec sa monoplace, Barrichello réussit à prendre l'avantage. Cette friction provoque une enquête des commissaires et un drive through vient sanctionner le pilote australien. Derrière eux, Lewis Hamilton profite du SREC de sa monoplace pour se faufiler vers l'avant du peloton mais il sort trop large du virage, crève et doit repasser par les stands, ce qui compromet d'emblée sa course.
Barrichello tient tête à Webber tandis que Heikki Kovalainen, auteur d'un départ très réussi, est troisième devant Felipe Massa, Jenson Button, Sebastian Vettel, Kimi Räikkönen, Adrian Sutil, Nico Rosberg, Robert Kubica et Fernando Alonso échaudé après son tête-à-queue durant le tour de formation. À la fin du premier tour, Button réussit à prendre le meilleur sur Massa et se lance à l'attaque de Kovalainen qui retient la meute des poursuivants et permet à Barrichello et Webber de rapidement compter une dizaine de secondes d'avance après cinq tours.
Button, en délicatesse avec ses pneus, regagne le premier les stands dès le 13e tour, son coéquipier, en proie au même souci, l'imite au tour suivant au moment où Webber s'acquitte de sa pénalité. L'arrêt de ses poursuivants permet à Webber de reprendre la tête de la course avec dix secondes d'avance sur Massa, talonné par Barrichello.
Au 18e tour, le leader Webber effectue son premier ravitaillement tandis que Sébastien Bourdais, en queue de peloton, renonce sur problème hydraulique. Après vingt tours, Massa occupe la première place de l'épreuve et est suivi de Barrichello à une demi-seconde, de Vettel à deux secondes, de Räikkönen à trois secondes, de Sutil à cinq secondes, puis de Rosberg, Kubica, Webber, Button et Heidfeld.
Massa stoppe à la 25e boucle et laisse le commandement à Barrichello, qui précède la modeste Force India d'Adrian Sutil. Ce dernier est peu après accroché par Räikkönen alors qu'il sortait des stands ; il perd toute chance de décrocher le premier point de son écurie en rentrant à nouveau aux stands changer son aileron avant. À la mi-course, Barrichello est leader avec 3 secondes d'avance sur Webber, 7 s sur Button, 20 s sur Vettel et Massa, 26 s sur Rosberg, 27 s sur Räikkönen, 31 s sur Kovalainen, Kazuki Nakajima et Giancarlo Fisichella. Button regagne peu après son stand pour le deuxième de ses trois arrêts, Barrichello l'imite un tour plus tard et cède les commandes à Webber tandis que Räikkönen abandonne au 34e tour sur souci de moteur.
Webber accélère le rythme et améliore à deux reprises le meilleur tour en course avant de regagner les stands pour son ultime ravitaillement à 17 tours de l'arrivée. Leader éphémère, Vettel stoppe un tour plus tard. Toujours en difficulté avec la mise en température de leurs pneumatiques, Barrichello et Button se montrent incapables de contrer la marche vers la victoire des pilotes Red Bull. Leur ultime passage au stand offre la troisième marche du podium à Felipe Massa, pris en chasse par Nico Rosberg. Alonso s'empare quant à lui du meilleur tour en course.
Mark Webber remporte le premier Grand Prix de sa carrière et Red Bull réalise un nouveau doublé grâce à la deuxième place de Sebastian Vettel. Pour la deuxième fois cette saison, un pilote Ferrari, Felipe Massa, accède au podium. Nico Rosberg décroche la quatrième place devant Button et Barrichello. Alonso et Kovalainen se partagent les deux dernières places dans les points.

### Classement de la course
| Pos  | No | Pilote                | Écurie               | Tours | Temps/Abandon                    | Grille | Points |
| ---- | -- | --------------------- | -------------------- | ----- | -------------------------------- | ------ | ------ |
| 1    | 14 | Mark Webber           | Red Bull-Renault     | 60    | 1 h 36 min 43 s 310 (191,6 km/h) | 1      | 10     |
| 2    | 15 | Sebastian Vettel      | Red Bull-Renault     | 60    | + 9 s 252                        | 4      | 8      |
| 3    | 3  | Felipe MassaSREC      | Ferrari              | 60    | + 15 s 906                       | 8      | 6      |
| 4    | 16 | Nico Rosberg          | Williams-Toyota      | 60    | + 21 s 099                       | 15     | 5      |
| 5    | 22 | Jenson Button         | Brawn-Mercedes       | 60    | + 23 s 609                       | 3      | 4      |
| 6    | 23 | Rubens Barrichello    | Brawn-Mercedes       | 60    | + 24 s 468                       | 2      | 3      |
| 7    | 7  | Fernando Alonso       | Renault              | 60    | + 24 s 888                       | 12     | 2      |
| 8    | 2  | Heikki KovalainenSREC | McLaren-Mercedes     | 60    | + 58 s 692                       | 6      | 1      |
| 9    | 10 | Timo Glock            | Toyota               | 60    | + 1 min 01 s 457                 | 20     |        |
| 10   | 6  | Nick Heidfeld         | BMW Sauber           | 60    | + 1 min 01 s 925                 | 11     |        |
| 11   | 21 | Giancarlo Fisichella  | Force India-Mercedes | 60    | + 1 min 02 s 327                 | 18     |        |
| 12   | 17 | Kazuki Nakajima       | Williams-Toyota      | 60    | + 1 min 02 s 876                 | 13     |        |
| 13   | 8  | Nelsinho Piquet       | Renault              | 60    | + 1 min 08 s 328                 | 10     |        |
| 14   | 5  | Robert Kubica         | BMW Sauber           | 60    | + 1 min 09 s 555                 | 16     |        |
| 15   | 20 | Adrian Sutil          | Force India-Mercedes | 60    | + 1 min 11 s 941                 | 7      |        |
| 16   | 12 | Sébastien Buemi       | Toro Rosso-Ferrari   | 60    | + 1 min 30 s 225                 | 17     |        |
| 17   | 9  | Jarno Trulli          | Toyota               | 60    | + 1 min 30 s 970                 | 14     |        |
| 18   | 1  | Lewis HamiltonSREC    | McLaren-Mercedes     | 60    | + 1 tour                         | 5      |        |
| Abd. | 4  | Kimi RäikkönenSREC    | Ferrari              | 35    | Moteur                           | 9      |        |
| Abd. | 11 | Sébastien Bourdais    | Toro Rosso-Ferrari   | 18    | Hydraulique                      | 19     |        |

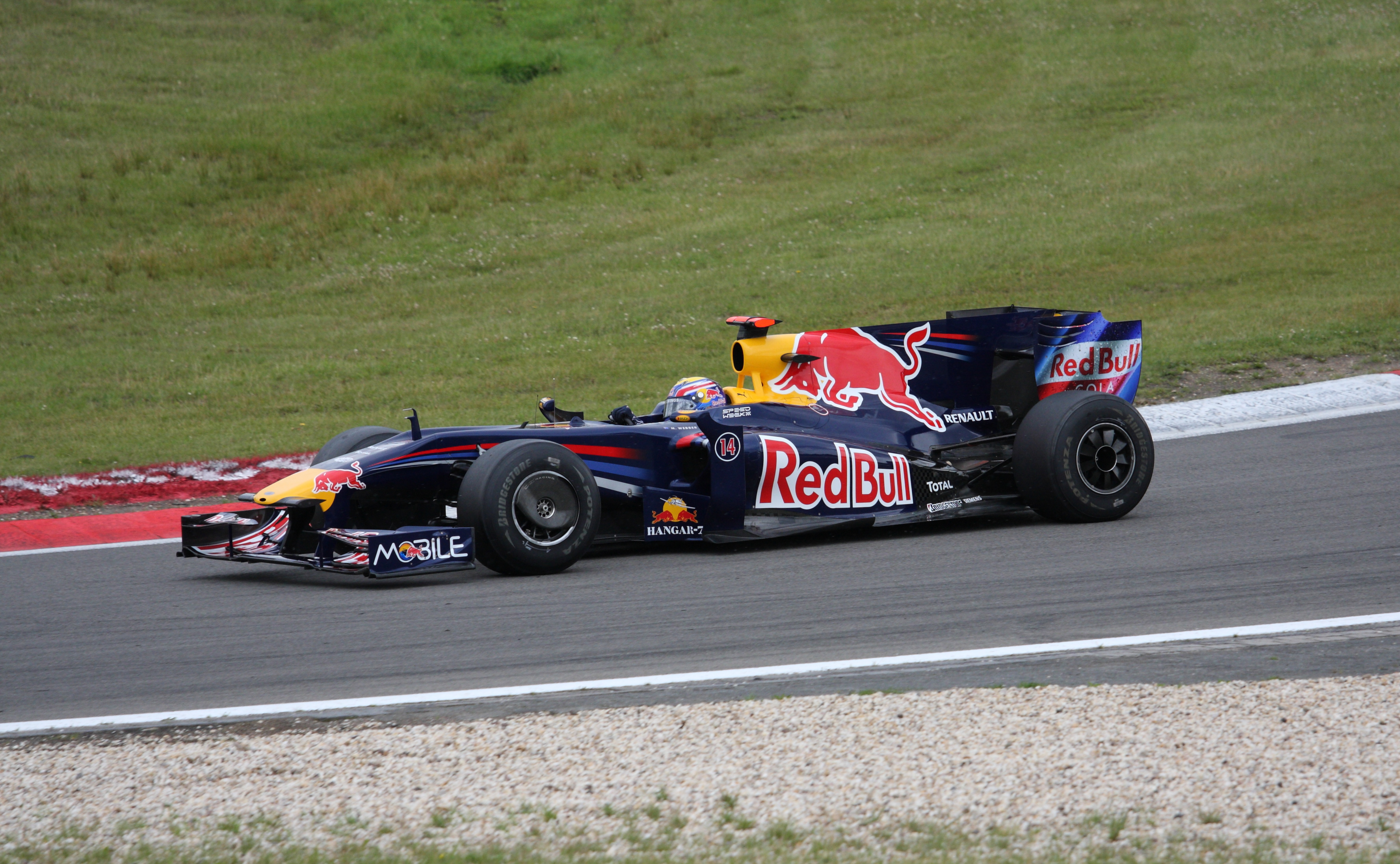
Mark Webber signe sa première pole position et sa première victoire lors du GP d'Allemagne

- Les pilotes prenant part au Grand Prix avec le SREC sont signalés par la mention SREC.

### Pole position et record du tour
- Pole position :  Mark Webber (Red Bull-Renault) en 1 min 32 s 230 (200,745 km/h). Le meilleur temps des qualifications a également été réalisé par Mark Webber, lors de la Q1, en 1 min 31 s 257.
- Meilleur tour en course :  Fernando Alonso (Renault) en 1 min 33 s 365 (198,498 km/h) au quarante-neuvième tour.

### Tours en tête
- Rubens Barrichello (Brawn-Mercedes) : 25 tours (1-14 / 22-32)
- Heikki Kovalainen (McLaren-Mercedes) : 1 tour (15)
- Mark Webber (Red Bull-Renault) : 30 tours (16-18 / 33-42 / 44-60)
- Felipe Massa (Ferrari): 3 tours (19-21)
- Sebastian Vettel (Red Bull-Renault) : 1 tour (43)

## Classements généraux à l'issue de la course
| Pos | Pilote             | Écurie             | Points |
| --- | ------------------ | ------------------ | ------ |
| 1   | Jenson Button      | Brawn-Mercedes     | 68     |
| 2   | Sebastian Vettel   | Red Bull-Renault   | 47     |
| 3   | Mark Webber        | Red Bull-Renault   | 45,5   |
| 4   | Rubens Barrichello | Brawn-Mercedes     | 44     |
| 5   | Felipe Massa       | Scuderia Ferrari   | 22     |
| 6   | Jarno Trulli       | Toyota             | 21,5   |
| 7   | Nico Rosberg       | Williams-Toyota    | 20,5   |
| 8   | Timo Glock         | Toyota             | 13     |
| 9   | Fernando Alonso    | Renault            | 13     |
| 10  | Kimi Räikkönen     | Ferrari            | 10     |
| 11  | Lewis Hamilton     | McLaren-Mercedes   | 9      |
| 12  | Nick Heidfeld      | BMW Sauber         | 6      |
| 13  | Heikki Kovalainen  | McLaren-Mercedes   | 5      |
| 14  | Sébastien Buemi    | Toro Rosso-Ferrari | 3      |
| 15  | Robert Kubica      | BMW Sauber         | 2      |
| 16  | Sébastien Bourdais | Toro Rosso-Ferrari | 2      |

| Pos | Écurie             | Points |
| --- | ------------------ | ------ |
| 1   | Brawn-Mercedes     | 112    |
| 2   | Red Bull-Renault   | 92,5   |
| 3   | Toyota             | 34,5   |
| 4   | Ferrari            | 32     |
| 5   | Williams-Toyota    | 20,5   |
| 6   | McLaren-Mercedes   | 14     |
| 7   | Renault            | 13     |
| 8   | BMW Sauber         | 8      |
| 9   | Toro Rosso-Ferrari | 5      |

## Statistiques
- 1re pole position de sa carrière pour Mark Webber pour son 130e départ en Formule 1.
- 1re victoire de sa carrière pour Mark Webber pour son 130e départ en Formule 1.
- 4e pole position pour l'écurie Red Bull Racing.
- 3e victoire pour l'écurie Red Bull Racing en tant que constructeur.
- 118e victoire pour Renault en tant que motoriste.
- 3e doublé pour l'écurie Red Bull Racing grâce à Sebastian Vettel et Mark Webber.
- 1re qualification en Q3 pour Force India grâce à Adrian Sutil qui se qualifie en 7e position.
- 37e arrivée consécutive parmi les pilotes classés et 29e arrivée consécutive en recevant le drapeau à damier pour Nick Heidfeld qui établit deux nouveaux records.
- 300e point inscrit en championnat du monde de Formule 1 pour Jenson Button.
- Jenson Button est le seul pilote à avoir inscrit des points à l'occasion de tous les Grands Prix depuis le début de la saison.
- En menant la course pendant 1 tour, Sebastian Vettel passe la barre des 900 km en tête d'un Grand Prix (901 km).
- Mark Webber devient le troisième pilote australien à remporter un Grand Prix avec Jack Brabham (123 départs, 3 titres de champion du monde, 14 victoires, 13 pole positions et 12 meilleurs tours entre 1955 et 1970) et Alan Jones (116 départs, 1 titre de champion du monde, 12 victoires, 6 pole positions et 13 meilleurs tours entre 1975 et 1986).
- 27e et dernier Grand Prix de Formule 1 pour le pilote français Sébastien Bourdais.